# باردجي (بيدمونت)
باردجي هيبلدية (كوميون) في مقاطعة كونيو في منطقة بيدمونت الإيطالية، وتقع على بعد حوالي 50 كيلومتر (31 ميل) جنوب غرب تورينو وحوالي 45 كيلومتر (28 ميل) شمال غرب كونيو. بلغ تعداد السكان 7589 نسمة اعتبارًا من 30 نوفمبر 2019.
تقع باردجي على حدود البلديات التالية: بانيولو بيمونتي، كارديه، كافور، إنفي، أوستانا وPaesana، ريفلو، سانفرونت، فيلافرانكا بيومنتي .

## الجغرافية
تقع البلدة عند سفح جبال الألب الكوتانية، بالقرب من مونفيسو وبشكل أكثر دقة في سفح جبل براكو وجبل ميدوا. يعبر المنطقة المأهولة نهران صغيران (Chiapperaتشيابيرا وإنفيرنوتو) يتحدان ليشكّلا نهراً ثالثاً اسمع غياندوني الذي ينضم بدوره إلى نهر بو Po بالقرب من ستافاردا. ترتفع باردجي بين 360-390 مترًا فوق مستوى سطح البحر.

## المعالم السياحية الرئيسية
في باردجي مركز تاريخي صغير ولكنه موقع جذب تحيطه الشوارع الضيقة، وتحيط به الأنهار الصغيرة سريعة التدفق وتطل على أنقاض قلعة إنفيريوري وعلى التلال الخضراء لجبال الألب الكوتية وراءها. تزخر الشوارع بالمتاجر الصغيرة والمقاهي، ويقام سوق أسبوعي في السوق المغطى.

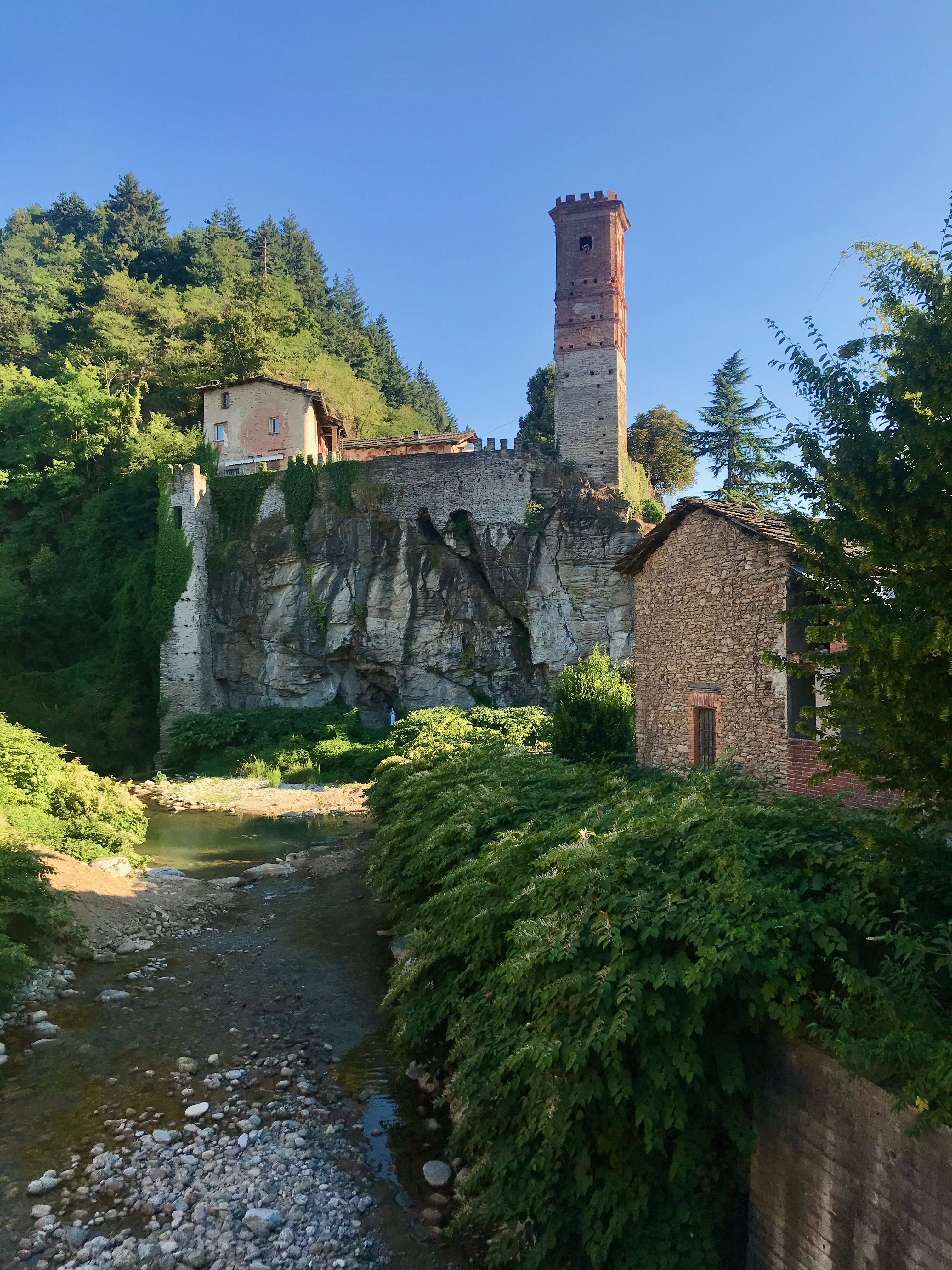
كاستيلو إنفيريوري

تشمل المباني الدينية التاريخية الرئيسية ما يلي:
- تعتبر كنيسة أبرشية سان جيوفاني باتيستا واحدة من أكبر الكنائس غير الأسقفية في بيدمونت (أكثر من 1000 متر مربع). بنيت في الأصل على الطراز الرومانسكي اللومباردي، وأعيد بناؤها على الطراز القوطي في عام 1501 ثم على الطراز الباروكي بين عامي 1730 و 1740 وفقًا لتصميم المهندس المعماري فرانشيسكو جالو دي موندوفي، الذي صمم العديد من الكنائس الأخرى في المنطقة.
- كنيسة سانتا ماريا أسونتا ، التي كرست في السابق للصليب المقدس.
- مجمع دير مومبراكو المؤلف من ثلاث كنائس: مادونا ديلا روكا ؛ سان سالفاتور (مدمر) وسانتا ماريا (تسمى الآن سان جياكومو).

## المدن التوأم
- أنوناي، فرنسا
- فراير، الأرجنتين